# Harry Wünsche
 Harry Wünsche (* 8. Mai 1929 in Plauen; † 3. Mai 2008) war ein deutscher Völkerrechtler, Präsident der Gesellschaft für Völkerrecht in der DDR und im wiedervereinigten Deutschland Rechtsanwalt und Vorsitzender des Kuratoriums Stiftung West-Östliche Begegnungen mit Sitz in Berlin.

## Leben
Harry Reinhold Wünsche wurde als Sohn eines Angestellten im sächsischen Vogtland, in der Stadt der Plauener Spitze, geboren. Das Abitur legte er 1946 in Chemnitz ab an einer Schule, die 1949 in Karl-Marx-Oberschule umbenannt wurde und 1993 den Namen Georgius-Agricola-Gymnasium erhielt.
Parteipolitisch engagierte er sich von März bis September 1946 im Landesverband Sachsen der CDU als Mitglied, trat jedoch im Folgejahr in die SED ein und betonte seine Stellung als einer der Gründer der FDJ in Chemnitz. In den Jahren von 1947 bis 1949 arbeitete er als Lehrer an Schulen dieser Stadt im Erzgebirgsvorland. Anschließend wirkte er 1949/50 als stellvertretender Direktor am Seminar für soziale Frauenberufe in Chemnitz.

### Wissenschaftliche Laufbahn
Danach begann er mit dem Studium der Rechtswissenschaft an der Martin-Luther-Universität Halle-Wittenberg (MLU) und wechselte aber bald von Halle nach Potsdam-Babelsberg an die Deutsche Akademie für Staats- und Rechtswissenschaft (DASR), wo der Jura-Student und -Assistent 1952 das Staatsexamen bestand und ihm die Leitung des Lehrstuhls Völkerrecht übertragen wurde. Im Jahre 1956 promovierte Wünsche dort zum Dr. jur. mit der Arbeit „Die imperialistische Konzeption von der ‚Integration‘ Europas nach dem zweiten Weltkrieg.“ Seine Habilitationsarbeit verteidigte er 1965 erfolgreich. Zum ordentlichen Professor wurde er 1966 berufen und leitete als Völkerrechtler anschließend den Lehrstuhl Internationales Organisations- und Vertragsrecht sowie ab 1978 die Abteilung Völkerrecht, Diplomaten- und Konsularrecht des Instituts für Internationale Beziehungen der DASR. Er war einer der Autoren des Lehrbuchs Völkerrecht, das mit „allen für das Völkerrecht wichtigen Stimmen“ in der damaligen DDR im Jahre 1973 erschien, wie Bernhard Graefrath, Herbert Kröger und Peter Alfons Steiniger, und 1981 in zweiter, überarbeiteter und ergänzter Auflage.

### Tätigkeiten als Diplomat
Im Ministerium für Auswärtige Angelegenheiten der DDR (MfAA) übernahm Wünsche 1961 die Tätigkeit eines 1. Sekretärs und wirkte von 1962 bis 1964 als Botschaftsrat an der DDR-Botschaft in der UdSSR in Moskau. Als Leiter der Abteilung Analyse, Prognose u. Planung im MfAA wurde er in den Jahren 1968 bis 1971 eingesetzt.

### Ehrenamtliches Wirken als Jurist in Vereinigungen (Auswahl)
Neben seiner hauptberuflichen Tätigkeit übte Wünsche in unterschiedlichen Gremien ehrenamtliche Funktionen aus – als:
- Vizepräsident der Deutschen Liga für die Vereinten Nationen (1954–1982)[7]
- Generalsekretär von 1965 bis 1967 der Gesellschaft für Völkerrecht in der DDR, von 1967 bis 1970 Vizepräsident und von 1970 bis Mai 1990 Präsident dieser nichtstaatlichen Gesellschaft. Seine letzte Wiederwahl zum Präsidenten der Gesellschaft für Völkerrecht in der DDR erfolgte auf der Plenarversammlung am 31. Januar 1989.[8]
- Repräsentant der Gesellschaft für Völkerrecht in der Gesellschaft für Seerecht der DDR
- Mitglied im Exekutivrat der International Law Association mit Sitz in Brüssel
- Referent auf Konferenzen, beispielsweise im November 1980 auf einer wissenschaftlichen Konferenz in Kleinmachnow bei Potsdam[9]
- Nach der deutschen Wiedervereinigung wirkte er ab 1994 als Vorsitzender des „Kuratoriums Stiftung West-Östliche Begegnungen“, zuletzt war er Ehrenvorsitzender.[10]

### Mitglied der DDR-Delegation auf der III. Seerechtskonferenz der Vereinten Nationen
Im Status eines Botschafters war Wünsche Mitglied der DDR-Delegation auf der III. Seerechtskonferenz an. Er gehörte zur Stammbesetzung. Die Delegationen aus den damaligen beiden deutschen Staaten saßen während einer Plenarsitzung in Genf im August 1980 nebeneinander: Der Diplomat Herbert Dreher (1916–2010) neben Gunter Görner (* 1939) und hinter beiden Delegationsleitern: Harry Wünsche. In der DDR-Zeitschrift für Recht und Rechtswissenschaft Neue Justiz veröffentlichte er 1975 zusammen mit Görner einem Beitrag über „Entwicklungstendenzen bei der Kodifizierung des Seevölkerrechts“.
Er war Vizepräsident des 1. Komitees der III. Seerechtskonferenz der Vereinten Nationen (1973 bis 1982).

## Auszeichnungen (Auswahl)
Wünsche erhielt u. a. folgende Auszeichnungen:
- 1968: Vaterländischer Verdienstorden in Bronze
- 1973: Johannes-R.-Becher-Medaille des Kulturbundes in Silber
- 1981: Banner der Arbeit, Stufe II

## Rechtsanwalt
Im vereinten Deutschland wirkte Wünsche als Rechtsanwalt und firmierte unter seinen Namen mit den akademischen Titeln Prof. Dr. Dr. Harry Wünsche. Zunächst war er Sozius in der Berliner Rechtsanwaltskanzlei Finkelnburg und wirkte danach in einer überörtlichen Sozietät.
Die Stiftung West-Östliche Begegnungen würdigte im Nachruf für ihren Ehrenvorsitzenden und Rechtsanwalt, dass mit der Stiftungsgründung 1994 „finanzielle Mittel, zu denen seinerzeit Millionen von Mitgliedern der Gesellschaft für Deutsch-Sowjetische Freundschaft in der DDR beigetragen haben, erhalten geblieben sind und … eine dauerhafte Grundlage bilden für die Förderung von Begegnung und Verständigung mit Menschen in den auf dem Gebiet der ehemaligen Sowjetunion neu entstandenen Staaten und Ländern.“
Wünsche hinterließ eine in Potsdam wohnende Tochter und zwei Söhne, einen von beiden in seiner Heimatstadt Chemnitz, sowie die Ehefrau Heidemarie-Wünsche Plétzka. Die private Trauerfeier und Beisetzung des Verstorbenen erfolgten in der Nordrhein-westfälischen Gemeinde Wachtberg-Berkum.

## Veröffentlichung als Rechtsanwalt und Autor (Auswahl)
- Die Errichtung einer gemeinnützigen Stiftung durch Einbringen des Vermögens einer ehemaligen Massenorganisation der DDR. Mitautor: Stephan C. D. Schneider[18]